# Пустун
«Пусту́н», або ж «Маля» / «Малюк» (англ. Little Man) — американська комедія, що вийшла 2006 року. В головних ролях Марлон Веянс і Шон Веянс.

## Сюжет
Келвін «Малюк» Сіммс, злочинець дуже низького зросту, і його напарник Персі викрадають дорогоцінний діамант, який замовив бандит на ім’я містер Вокен. Після пограбування, переслідуваний поліцією, Келвін ховає діамант у сумочці випадкової жінки. Злодії ідуть за власницею сумочки до її дому, де вони виявляють пару, Дерріла та Ванессу Едвардс. У Келвіна виникає план, як забрати назад діамант.

## У ролях
| Актор           | Роль                 |
| --------------- | -------------------- |
| Марлон Веянс    | Келвін «Малюк» Сіммс |
| Шон Веянс       | Дарріл Едвардс       |
| Керрі Вашингтон | Ванесса Едвардс      |
| Джон Візерспун  | Попс                 |
| Трейсі Морган   | Персі                |
| Лохлін Манро    | Грег Олт             |
| Фред Столлер    | Річард Селленс       |
| Бріттані Деніел | Бріттані Олт         |
| Алекс Борштейн  | Джанет Селленс       |
| Чез Палмінтері  | містер Вокен         |
| Моллі Шеннон    | футбольна мама       |
| Девід Алан Грір | Джиммі Мерфі         |
| Дейв Шерідан    | Роско Кей            |
| Роб Шнайдер     | аніматор тиранозавра |

## Критика
Фільм при бюджеті 64 мільйона доларів зібрав у прокаті 101 595 121 долар у світі, хоча на Rotten Tomatoes його оцінки лише 12% на основі 90 відгуків від критиків і 55% від більш ніж 250 000 глядачів.
Фільм був номінований на сім премій «Золота малина» 2006 року, з яких отримав три нагороди: «Найгірший актор» (Марлон Веянс і Шон Веянс), «Найгірша екранна пара» (Шон Веянс з Керрі Вашингтон або з Марлоном Веянс) та «Найгірший ремейк, уривок або продовження».